# Echeveria canaliculata
Echeveria canaliculata ist eine Pflanzenart aus der Gattung der Echeverien (Echeveria) in der Familie der Dickblattgewächse (Crassulaceae).

## Beschreibung
Echeveria canaliculata bildet Triebe mit einer Länge von 15 Zentimeter oder mehr und einem Durchmesser von etwa 2 Zentimeter aus. Die einzelnen Blattrosetten werden etwa 20 bis 25 Zentimeter im Durchmesser groß. Die länglich verkehrt lanzettlichen Blätter sind dornspitzig bzw. besitzen ein aufgesetztes Spitzchen und werden 10 bis 15 Zentimeter lang und 2,5 bis 3 Zentimeter breit. Die Blattoberseite ist tief rinnig ausgebildet und die Blätter sind glauk gefärbt. Bei den Pflanzen aus der Typaufsammlung sind die Blätter purpurn überlaufen, bei Pflanzen aus Oaxaca sind sie hellgrün.
Der Blütenstand besteht aus Trauben und er wird 35 bis 50 Zentimeter lang. Die Blütenstiele werden 6 bis 12 Millimeter lang oder länger. Die Kelchblätter sind gleichförmig und ausgebreitet-zurückgebogen. Die stark 5-kantige Blütenkrone wird 12 bis 25 Millimeter lang und ist ziegelrot gefärbt. Die Chromosomenzahl beträgt 44.

## Verbreitung und Systematik
Echeveria canaliculata ist in Mexiko im Bundesstaat Chiapas im Municipio Motozintla und im Bundesstaat Oaxaca verbreitet.
Die Erstbeschreibung erfolgte 1857 durch William Jackson Hooker. Es existieren folgende Synonyme: Cotyledon canaliculata (Hook.) Baker und Echeveria rubescens Lem.

## Nachweise